# Kembles Kaskade

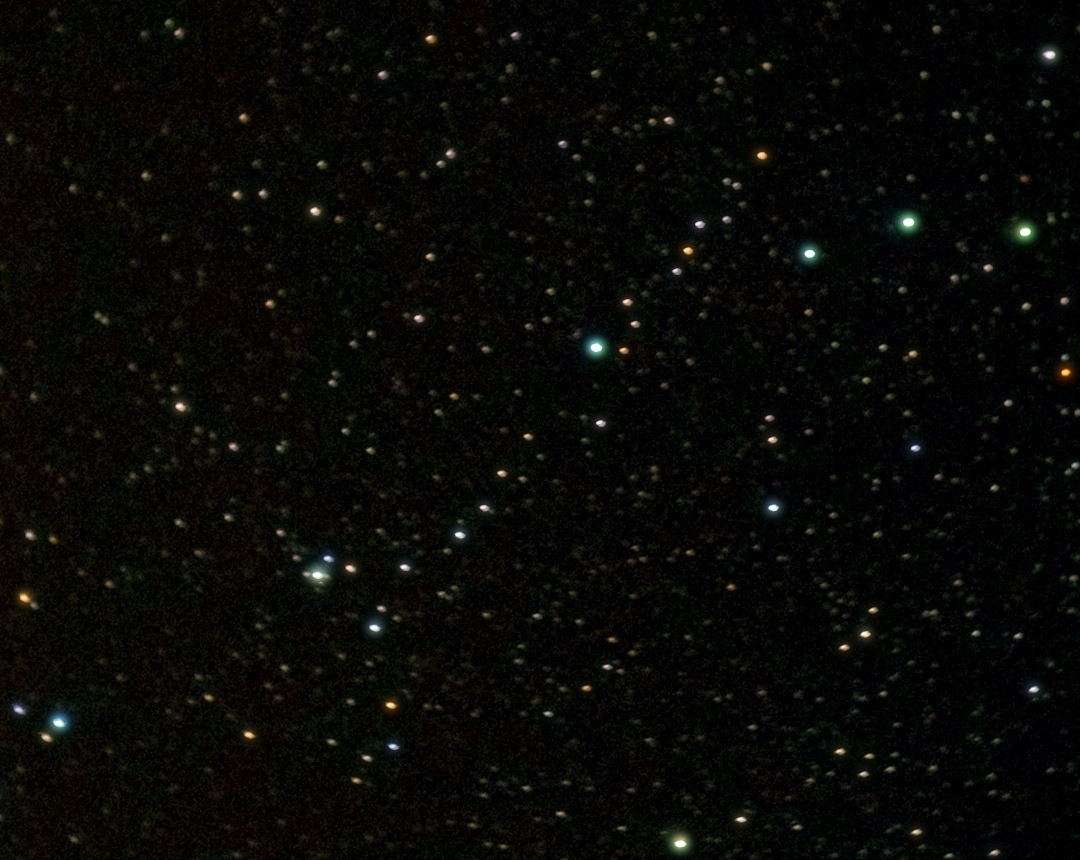
Kembles Kascade mit einem Amateurteleskop aufgenommen. Der offene Sternhaufen NGC 1502 liegt am linken Ende der Sternreihe.

Kembles Kaskade ist ein Asterismus, der im Sternbild Camelopardalis liegt. Es ist eine scheinbare Linie von mehr als 20 farbigen Sternen von der fünften bis zur zehnten Größenklasse über eine Distanz von etwa fünf Erdmonddurchmessern. Der offene Sternhaufen NGC 1502 liegt an einem Ende der Kette.
Die Formation wurde von Walter Scott Houston nach dem Franziskaner und Amateurastronomen Lucian J. Kemble (1922–1999) benannt. Kemble schrieb einen Brief an Houston, in dem er die Formation als eine wunderbare Kaskade von dunklen Sternen von Nordwest hinunter bis zu NGC 1502 beschrieb, die er entdeckte, als er den Himmel mit seinem Feldstecher 7x35 beobachtete.
Houston war seinerzeit so beeindruckt, dass er einen Artikel über den Asterismus schrieb, der in seiner Kolumne Deep Sky Wonders in der Zeitschrift Sky & Telescope im Jahre 1980 erschien. Der Artikel enthielt eine von Lucien Kemble erstellte Zeichnung des Asterismus. Houston nannte ihn dort im englischen Original Kemble's Cascade. Unter diesem Namen wurde der Asterismus auch in den Millennium Star Atlas eingetragen.

## Trivia
Kembles Kaskade diente in den 1980er Jahren als Vorlage für ein Computerspiel, welches unter dem Namen „The Battle at Kemble's Cascade“ im Jahr 2014 als Brettspieladaption neu aufgelegt wurde.